# 黒田光輝
黒田 光輝（くろだ こうき、2004年〈平成16年〉1月20日 - ）は、日本の歌手、タレント、アイドル。ジュニア内男性アイドルグループ・少年忍者のメンバー。
埼玉県出身。STARTO ENTERTAINMENT所属。

## 来歴
2015年5月2日にジャニーズ事務所に入所。
同期はラウール（Snow Man）、髙橋優斗（HiHi Jets）、岩﨑大昇（美 少年）、佐々木大光（7 MEN 侍）。

## 出演

### テレビドラマ
- 文豪少年!〜ジャニーズJr.で名作を読み解いた〜 第1話（2021年3月21日、WOWOW） - 主演・神田 役[4]
- 恋の病と野郎組 Season2（2022年1月24日 - 3月28日、日本テレビ） - 十文字雄大 役[5]
- 土曜はナニする!? イケドラ（2023年4月8日 - 4月29日、関西テレビ・フジテレビ） - 主演・黒田光輝 役[6]

### テレビ番組
- スマイルスタジアム（ST新潟総合テレビ）
  - 「新潟温泉Jr.シーズン2」コーナー[7]（2023年4月8日 - 2024年6月15日）
  - 「黒田くんとわんちゃん」[8][9]（2024年8月3日 - ）

### 舞台
- 滝沢歌舞伎 2017（2017年4月6日 - 5月14日、新橋演舞場）
- ミュージカル・ショー「SEVEN－シンドバッド7つの航海－」（2022年11月3日 - 19日、品川プリンスホテル クラブeX / 11月26日・27日、森ノ宮ピロティホール） - アルス 役[10][11]
- うねり〜踊らない二人〜（2024年3月13日 - 17日、京都劇場 / 3月21日 - 31日、ヒューリックホール東京 / 4月7日・8日、刈谷市総合文化センター アイリス 大ホール / 4月11日・12日、電力ホール） - 主演・風間踊平 役（檜山光成とW主演）[12]
- リーディング音楽劇「ジャングル大帝」ルネ&ルッキオ編（2025年1月10日 - 13日〈予定〉、梅田芸術劇場 シアター・ドラマシティ / 1月18日 - 31日〈予定〉、よみうりホール） - 主演・ルッキオ 役（深田竜生とW主演）[13]
- ミュージカル「魔女の宅急便」（2025年5月、マカオ / 2025年6月19日 - 29日、新国立劇場 中劇場） - トンボ 役[14]

### コンサート
- マイナビ サマステライブ2023 俺たちがミライだ!!（2023年8月26日、EX THEATER ROPPONGI） - PAISEN応援隊として出演[15][16]